# إميلي أوتم
إميلي أوتم ليديل (بالإنجليزية: Emilie Autumn)‏ (ولدت في 22 سبتمبر 1979) عرفت فنياً باسم إميلي أوتم، مغنية وكاتبة أغاني وشاعر وعازف كمان وممثلة أمريكية.

## روابط خارجية
- الموقع الرسمي
- إميلي أوتم على موقع IMDb (الإنجليزية)
- إميلي أوتم على موقع روتن توميتوز (الإنجليزية)
- إميلي أوتم على موقع ألو سيني (الفرنسية)
- إميلي أوتم على موقع ميوزك برينز (الإنجليزية)
- إميلي أوتم على موقع أول ميوزيك (الإنجليزية)
- إميلي أوتم على موقع ديسكوغز (الإنجليزية)
- إميلي أوتم على موقع قاعدة بيانات الفيلم (الإنجليزية)

- Emilie Autumn MetalBlast.net interview, April 17, 2012.
- Interview with Emilie Autumn (بالإيطالية)